# Jacques Le Guen
Pour les articles homonymes, voir Le Guen.
Jacques Le Guen, né le 8 mars 1958 à Brest (Finistère), est un homme politique français, membre de l'UMP.

## Carrière politique
Il est élu député en juin 2002, dans la cinquième circonscription du Finistère, par 51,99 % des suffrages au premier tour. En 2007, il est réélu face à la candidate socialiste Chantal Guittet, qu'il bat avec 54,80 % des voix.
Il annonce qu'il quitte République solidaire, parti créé par Dominique de Villepin, le 14 septembre 2011, en expliquant notamment ne pas vouloir porter « la responsabilité morale » de l'élimination du candidat de la majorité à la présidentielle.

## Détail des fonctions et des mandats
Mandats locaux
- 12 mars 1989 - 10 juin 1995 : Conseiller municipal de Plounévez-Lochrist
- 11 juin 1995 - 18 mars 2001 : Conseiller municipal de Plounévez-Lochrist
- 19 mars 2001 - 16 mars 2008 : Adjoint au maire de Plounévez-Lochrist
- depuis le 17 mars 2008 : Adjoint au maire de Plounévez-Lochrist
- 19 avril 2001 - 16 mars 2008 : Président de la communauté de communes de la Baie du Kernic
- depuis le 17 mars 2008 : Président de la communauté de communes de la Baie du Kernic
- 23 mars 1998 - 28 mars 2004 : Conseiller général du canton de Plouescat
- 29 mars 2004 - 27 mars 2011 : Conseiller général du canton de Plouescat
- 21 mars 2010 - 13 décembre 2015 : Conseiller régional de Bretagne

Mandats parlementaires
- 19 juin 2002 - 19 juin 2007 : Député de la 5e circonscription du Finistère
- 20 juin 2007 - 17 juin 2012 : Député de la 5e circonscription du Finistère

## Distinctions
- Chevalier de la Légion d'honneur : décoration remise le 4 juillet 2014 par le président du Conseil constitutionnel Jean-Louis Debré[2].